# Syllides sexoculata
Syllides sexoculata är en ringmaskart som beskrevs av Hartmann-Schröder 1962. Syllides sexoculata ingår i släktet Syllides och familjen Syllidae. Inga underarter finns listade i Catalogue of Life.